# Lubcz (gmina)
Lubcz (alt. Lubcza) – dawna gmina wiejska istniejąca do 1939 roku w woj. nowogródzkim (obecnie na Białorusi). Siedzibą gminy było miasteczko Lubcz (937 mieszk. w 1921 roku).
W okresie międzywojennym gmina Lubcz należała do powiatu nowogródzkiego w woj. nowogródzkim. Po wojnie obszar gminy Lubcz wszedł w struktury administracyjne Związku Radzieckiego.
Zobacz też: gmina Lubicz, gmina Lubczyna